# Chopper (rap)
Pour les articles homonymes, voir Chopper.
Le chopper est un sous-genre musical du hip-hop originaire du Midwest des États-Unis, qui se caractérise par des rimes ou un rap rapides,. Les artistes qui rappent dans ce style sont appelées choppers, et le rap dans ce style est parfois appelé chopping. Ce style est l'une des principales formes de hip-hop du Midwest, mais au début des années 2000, il s'est répandu dans d'autres régions des États-Unis, notamment en Californie et à New York, et il s'est depuis répandu dans le monde entier.
Le style chopper met l'accent sur la rapidité de la prononciation et, à ce titre, est généralement attribué à certains des rappeurs professionnels les plus rapides, tels que Bone Thugs-N-Harmony, Mac Lethal, Twista, Big L, Tech N9ne, Twisted Insane, Busta Rhymes, Rebel XD, Krizz Kaliko, George Watsky, Jaz-O et Eminem. Le chanteur Oli Peters du groupe tech-death Archspire est lui aussi fortement influencé par ce style.

## Étymologie
Le mot chopper est utilisé pour la première fois comme argot de la rue et dans le lexique du hip-hop pour désigner une arme à feu automatique. Il est également utilisé comme mot informel pour désigner un hélicoptère. Le lien avec les armes à feu automatiques et les hélicoptères est le son rapide tat-tat-tat qu'elles produisent. Il peut y avoir une analogie avec le rap rapide. L'un des premiers rappeurs à avoir popularisé ce style de rap, Twista, dans une chanson avec Tech N9ne intitulée Worldwide Choppers, l'a laissé entendre dans ses paroles : I'm finna be usin' as energy, watch how radiant I'ma be / Like a helicopter when the words fly est utilisé pour décrire grossièrement le style de rap rapide, mais l'utilisation du terme s'est généralisée lorsque le rappeur Tech N9ne a sorti une série de posse cuts avec d'autres rappeurs du monde entier en 2007, 2009, 2011 et 2015, notamment Midwest Choppers et Midwest Choppers 2, Worldwide Choppers et Speedom (Worldwide Choppers 2). La tendance à nommer les chansons de cette manière s'est répandue, avec des exemples tels que le morceau German Choppers de DCVDNS & Tamas et la série Undaground Choppers produite par DJ Lil Sprite, qui comprend actuellement dix épisodes.

## Caractéristiques
Le chopper se caractérise généralement par l'inclusion de deux ou trois fois plus de syllabes dans chaque mesure et chaque ligne que dans la plupart des autres formes de rap. Des schémas de rimes sophistiqués sont également un élément important de ce style. L'inclusion de deux ou trois fois plus de syllabes dans les mesures fait que les paroles sont décrites comme étant en « double temps » ou « triple temps ». Le tempo des chansons de chopper, en particulier dans le Midwest, a tendance à se situer entre 90 et 180 BPM, ce qui est beaucoup plus élevé que la plupart des autres genres de rap. Maintenir la qualité des paroles en termes de rimes et de substance tout en augmentant la vitesse d'exécution est l'un des aspects clés du style,.
Le terme chopper n'implique aucune caractéristique thématique, et les chansons de ce style abordent un large éventail de sujets. Un sous-genre que les rappeurs chopper croisent souvent est l'horrorcore, comme on le voit dans le morceau Am I a Psycho ? de Tech N9ne avec Hopsin et B.o.B ou dans les albums du rappeur Twisted Insane. Le rappeur du Midwest Prozak a expliqué que le style tournait souvent autour de « rythmes et paroles sombres » dans le DVD The Hitchcock of HipHop.